# Bruksdammen (Älvdalens socken, Dalarna)
Bruksdammen är en sjö i Älvdalens kommun i Dalarna och ingår i Dalälvens huvudavrinningsområde. Sjön har en area på 0,283 kvadratkilometer och ligger 276 meter över havet.

## Delavrinningsområde
Bruksdammen ingår i det delavrinningsområde (679325-140845) som SMHI kallar för Ovan 679541-140528. Medelhöjden är 348 meter över havet och ytan är 11,96 kvadratkilometer. Det finns ett avrinningsområde uppströms, och räknas det in blir den ackumulerade arean 49,75 kvadratkilometer. Vasslen som avvattnar avrinningsområdet har biflödesordning 3, vilket innebär att vattnet flödar genom totalt 3 vattendrag innan det når havet efter 361 kilometer. Avrinningsområdet består mestadels av skog (77 procent). Avrinningsområdet har 0,28 kvadratkilometer vattenytor vilket ger det en sjöprocent på 2,4 procent. Bebyggelsen i området täcker en yta av 0,65 kvadratkilometer eller 6 procent av avrinningsområdet.